# 侯葆文
侯葆文，陝西省同州府郃陽縣人，清朝政治人物、同進士出身。
光緒十二年（1886年），参加光緒丙戌科殿試，登進士三甲22名。同年五月，著主事分部学习。